# Vuelta a la Independencia Nacional
De Vuelta a la Independencia Nacional, ook wel de Ronde van de Dominicaanse Republiek, is een meerdaagse wielerwedstrijd in de Dominicaanse Republiek. De wedstrijd maakte tussen 2009 en 2017 deel uit van de UCI America Tour, waar het een classificatie van 2.2 had. De wedstrijd bestaat uit negen etappes en wordt verreden in en rond de hoofdstad Santo Domingo de Guzmán. De eerste editie vond plaats in 1979 en werd gewonnen door de Mexicaan Bernardo Colex. Recordwinnaar is Ismael Sánchez die reeds drie keer kon winnen.

## Lijst van winnaars

### Overwinningen per land
| Zeges | Land                          |
| ----- | ----------------------------- |
| 12    | Colombia                      |
| 11    | Venezuela                     |
| 7     | Dominicaanse Republiek        |
| 3     | Kazachstan                    |
| 2     | Mexico, Duitsland             |
| 1     | Chili, Cuba, Verenigde Staten |